# Rosay-sur-Lieure
Rosay-sur-Lieure is een gemeente in het Franse departement Eure (regio Normandië) en telt 464 inwoners (1999). De plaats maakt deel uit van het arrondissement Les Andelys.

## Geografie
De oppervlakte van Rosay-sur-Lieure bedraagt 8,2 km², de bevolkingsdichtheid is 56,6 inwoners per km².
De onderstaande kaart toont de ligging van Rosay-sur-Lieure met de belangrijkste infrastructuur en aangrenzende gemeenten.

## Demografie
Onderstaande figuur toont het verloop van het inwonertal (bron: INSEE-tellingen).